# Liste des mémoriaux et cimetières militaires de l'Aisne
La liste des mémoriaux et cimetières militaires du département de l’Aisne répertorie les cimetières militaires, les mémoriaux ainsi que les stèles, plaques commémoratives et autres monuments qui honorent la mémoire des morts aux combats, des victimes de bombardements ou d’exactions de l'ennemi ainsi que celle de personnels de santé, de chefs militaires ou politiques pendant :
- la Bataille de Saint-Quentin de 1557 ;
- la Guerre franco-allemande de 1870 ;
- la Première Guerre mondiale ;
- la Seconde Guerre mondiale ;
- les guerres coloniales (guerre d'Indochine, guerre d'Algérie, combats du Maroc et de Tunisie).

Les lieux sont classés par conflit, par nationalité (pour les deux guerres mondiales) et par commune.

## Bataille de Saint-Quentin (1557)
| Commune                | cimetières et monuments commémoratifs | illustration |
| ---------------------- | --- | ------------ |
| Montescourt-Lizerolles | Monument commémoratif du lieu de la bataille de Saint-Quentin, situé au bord de la route départementale 1 près de Montescourt-Lizerolles. |              |
| Saint-Quentin          | Monument commémoratif de la bataille de Saint-Quentin situé sur la place du 8-octobre.                                                    |              |

## Guerre 1870-1871
| Commune              | cimetières et monuments commémoratifs | illustration |
| -------------------- | --- | ------------ |
| Abbécourt            | Monument place de l'église : « Dieu et Patrie - Ce monument a été élevé par souscription publique en 1896-Aux enfants d'Abbécourt morts pour la France -1870-1871 ». |              |
| Caulaincourt         | Cimetière communal : Monument « À la glorieuse mémoire des 11 soldats français morts pour la Patrie dans la bataille du 18 janvier 1871. La Commune de Caulaincourt - Leurs corps reposent sous cette pierre - Priez Dieu pour eux ».                                                                                              |              |
| Chauny               | Cimetière communal, Monument « À la mémoire des soldats morts pour la Patrie - Oublier ? Jamais ». |              |
| Coulonges-Cohan      | Cimetière communal, Monument « À nos fils guerre de 1870-71 - Tonkin 1884 - Priez pour eux ». |              |
| Francilly-Selency    | Monument commémoratif Bataille de Saint-Quentin des 17 et 18 janvier 1871. |              |
| Gauchy               | Monument aux morts 1870-1871 et 1914-1918. Médaillons représentant le portrait du général Faidherbe et le moulin de Tous-Vents. Avec cette inscription : « Ici s'élevait le moulin de Tous-Vents d'où, le 19 janvier 1871, le général Faidherbe dirigea les opérations de la bataille de Saint-Quentin (sculpteur Firmin Michelet) |              |
| Grugies              | Monument et ossuaire de 1870. Ici reposent les corps de 166 soldats de l'Armée du Nord tombés sur le territoire de Grugies le 19 janvier 1871. |              |
| Hirson               | Cimetière communal, monument aux morts de la Guerre de 1870-1871 |              |
| Holnon               | Monument aux morts de la Guerre de 1870-1871 |              |
| Laon                 | Cimetière communal Saint-Just : monument aux morts à la mémoire des 176 gardes mobiles tués dans l'explosion de la citadelle de Laon, le 9 septembre 1870. |              |
| Laon                 | École normale d'instituteurs : monument aux morts à la mémoire des instituteurs fusillés de 1870. |              |
| Levergies            | Mémorial de la guerre 1870-1871 dans le cimetière communal. |              |
| Montcornet           | Monument à la mémoire des Mobiles victimes de la catastrophe (explosion de la poudrière de Laon) du 9 septembre 1870 lors de l'entrée des Prussiens dans la ville : 460 victimes civiles et militaires. |              |
| Neuville-Saint-Amand | À la mémoire des mobilisés tombés sur le territoire de la commune de Neuville-Saint-Amand 1870-1871. |              |
| Saint-Quentin        | Monument à la Défense de Saint-Quentin en 1870, sculpteur Louis-Ernest Barrias, détruit lors de la guerre de 1914-18. |              |
| Saint-Quentin        | Cimetière du Nord : Monument-ossuaire aux morts 1870-1871 « A la mémoire des soldats Morts pour la France pendant la guerre de 1870-1871 et dont les restes reposent sous ce monument » |              |
| Saint-Quentin        | Monument aux morts : un bas-relief latéral, évoque la bataille de Saint-Quentin de 1871. |              |
| Saint-Quentin        | Monument allemand guerre 1870-1871 dans le cimetière Saint-Jean : En souvenir des soldats allemands enterrés dans ce cimetière tombés lors de la bataille de Saint-Quentin du 19 janvier 1871. |              |
| Samoussy             | Monument commémoratif 1870-1871, « Hommage du canton de Sissonne ». |              |
| Sissonne             | Cimetière communal : monument aux morts 1870-1871. |              |
| Soissons             | Monument aux morts du siège de la ville du 11 septembre au 16 octobre 1870. |              |
| Vermand              | Mémorial aux victimes de la guerre 1870-1871 dans le cimetière communal |              |
| Vervins              | Monument aux morts de la Guerre de 1870-1871, édifié en 1900, Édouard-François Millet de Marcilly, sculpteur. |              |

## Première Guerre mondiale

### Cimetières militaires et monuments allemands
| Commune               | cimetières et monuments commémoratifs | illustration |
| --------------------- | --- | ------------ |
| Belleau               | Cimetière militaire allemand de Belleau |              |
| Champs                | Cimetière militaire allemand de Champs |              |
| Chauny                | Cimetière militaire allemand de Chauny |              |
| Cerny-en-Laonnois     | Cimetière militaire allemand de Cerny-en-Laonnois |              |
| Crécy-au-Mont         | Cimetière militaire allemand de Crécy-au-Mont |              |
| Fourdrain             | Cimetière militaire allemand de Fourdrain |              |
| Guise                 | Flavigny-le-Petit : Cimetière militaire allemand de La Désolation Dans le carré militaire allemand reposent 2 332 soldats tombés lors de la bataille de Guise. |              |
| Hirson                | Cimetière militaire allemand d'Hirson |              |
| Laon                  | Cimetière militaire allemand du Champ de manœuvre |              |
| Laon                  | Bousson : Cimetière militaire allemand de Bousson |              |
| Lemé                  | Le Sourd : Cimetière militaire allemand du Sourd |              |
| Loupeigne             | Cimetière militaire allemand de Loupeigne |              |
| Maissemy              | Cimetière militaire allemand de Maissemy |              |
| Mennevret             | Cimetière militaire allemand de Mennevret |              |
| Mons-en-Laonnois      | Cimetière militaire allemand de Mons-en-Laonnois |              |
| Montaigu              | Cimetière militaire allemand de Montaigu |              |
| Origny-Sainte-Benoite | Cimetière militaire allemand d'Origny-Sainte-Benoite |              |
| Parcy-et-Tigny        | Cimetière militaire allemand de Parcy-et-Tigny |              |
| Saint-Quentin         | Cimetière militaire allemand de Saint-Quentin Inscrit MH (2000)                                                                                                |              |
| Sissonne              | Cimetière militaire allemand de Sissonne |              |
| Soupir                | Cimetière militaire allemand de Soupir |              |
| Vauxbuin              | Cimetière militaire allemand de Vauxbuin |              |
| Veslud                | Cimetière militaire allemand de Veslud Inscrit MH (1999) |              |
| Viry-Noureuil         | Cimetière militaire allemand de Viry-Noureuil |              |

### Cimetières militaires et monuments américains
| Commune            | cimetières et monuments commémoratifs                                                                                           | illustration |
| ------------------ | --- | ------------ |
| Belleau            | Cimetière américain du Bois Belleau                                                                                             |              |
| Bellicourt         | Mémorial américain de Bellicourt                                                                                                |              |
| Bony               | Cimetière et mémorial américain de la Somme                                                                                     |              |
| Brancourt-le-Grand | Monument en l'honneur des troupes du 118e régiment d'infanterie, de la 59e brigade et de la 30e division de l'armée américaine. |              |
| Buzancy            | Monument à la 1re division américaine                                                                                           |              |
| Château-Thierry    | Monument américain de Château-Thierry                                                                                           |              |
| Coulonges-Cohan    | Hameau de Chamery : Monument à Quentin Roosevelt                                                                                |              |
| Prémont            | Monument en l'honneur des troupes du 118e régiment d'infanterie, de la 59e brigade et de la 30e division de l'armée américaine. |              |
| Seringes-et-Nesles | Cimetière américain de Seringes-et-Nesles (Nécropole américaine Oise-Aisne)                                                     |              |

### Cimetières militaires et monuments britanniques
| Commune                         | cimetières et monuments commémoratifs                                                                                                   | illustration |
| ------------------------------- | --- | ------------ |
| Attilly                         | Cimetière militaire de Marteville |              |
| Beaurevoir                      | Cimetière militaire britannique de Beaurevoir                                                                                           |              |
| Beaurevoir                      | Extension britannique du cimetière communal de Beaurevoir                                                                               |              |
| Bellenglise                     | Cimetière militaire britannique de la Baraque                                                                                           |              |
| Bellenglise                     | Mémorial de la 46è North Midlands Division                                                                                              |              |
| Bellenglise                     | Mémorial de la 4e division australienne de Bellenglise                                                                                  |              |
| Bellicourt                      | Bellicourt British Cemetery |              |
| Brancourt-le-Grand              | Brancourt-le-Grand Military Cemetery |              |
| Bucy-le-Long                    | Carré militaire britannique dans le cimetière de la chapelle Ste-Marguerite: 6 tombes de soldats britanniques tombés en septembre 1914. |              |
| Buzancy                         | Buzancy Military cemetery |              |
| Caulaincourt                    | Cimetière britannique de Trefcon |              |
| Chauny                          | Chauny Communal Cemetery British Extension                                                                                              |              |
| Foreste                         | Foreste Communal Cemetery |              |
| Francilly-Selency               | Monument 14-18 à la gloire du Manchester Regiment                                                                                       |              |
| Gouy                            | Prospect Hill Cemetery, Gouy |              |
| Gouy                            | Guizancourt Farm Cemetery, Gouy |              |
| Hargicourt                      | Hargicourt British Cemetery |              |
| Hargicourt                      | Hargicourt Communal Cemetery Extension                                                                                                  |              |
| Holnon                          | Holnon Chapelle Military Cemetery |              |
| Jeancourt                       | Jeancourt Communal Cemetery Extension                                                                                                   |              |
| Joncourt                        | Joncourt British Cemetery |              |
| Joncourt                        | Joncourt East British Cemetery |              |
| La Vallée-Mulâtre               | La Vallée-Mulâtre Communal Cemetery Extension                                                                                           |              |
| Lempire                         | Lempire Communal Cemetery -Carré militaire britannique dans le cimetière communal-12 tombes                                             |              |
| Levergies                       | Carré militaire britannique du cimetière communal.                                                                                      |              |
| Magny-la-Fosse                  | Magny-la-Fosse Upslands Cemetery |              |
| Maissemy                        | Vadencourt British Cemetery |              |
| Montbrehain                     | Calvaire Cemetery |              |
| Montbrehain                     | Higt Tree Cemetery |              |
| Montbrehain                     | Montbrehain British Cemetery |              |
| Montcornet                      | Montcornet Military Cemetery |              |
| Montreuil-aux-Lions             | British cemetery |              |
| Moy-de-l'Aisne                  | Monument Hommage à la cavalerie britannique du 28 août 1914.                                                                            |              |
| Prémont                         | Prémont British Cemetery |              |
| Ramicourt                       | Ramicourt British Cemetery |              |
| Roupy                           | Carré militaire Britannique du Cimetière Communal                                                                                       |              |
| Rozières-sur-Crise              | Tombes du Commonwealth dans le cimetière communal                                                                                       |              |
| Saint-Erme-Outre-et-Ramecourt   | Saint-Erme Communal Cemetery Extension                                                                                                  |              |
| Savy                            | Savy British Cemetery |              |
| Sequehart                       | Sequehart British Cemetery N°1 |              |
| Sequehart                       | Sequehart British Cemetery N°2 |              |
| Serain                          | Serain Communal Cemetery Extension |              |
| Seraucourt-le-Grand             | Cimetière militaire britannique de Seraucourt-le-Grand                                                                                  |              |
| Sissonne                        | Sissone British Cemetery |              |
| Soissons                        | Mémorial britannique de Soissons |              |
| Vailly-sur-Aisne                | Vailly-sur-Aisne British Cemetery |              |
| Vaux-Andigny                    | Vaux-Andigny British Cemetery |              |
| Vendhuile                       | Unicorn Cemetery, Vendhuile |              |
| Vendresse-Beaulne               | Vendresse British Cemetery |              |
| Vendresse-Beaulne               | Vendresse Churchyard |              |
| Vermand                         | Vermand Communal Cemetery |              |
| La Ville-aux-Bois-lès-Pontavert | La Ville-aux-Bois British Cemetery |              |
| Villemontoire                   | Raperie british cemetery |              |
| Villeret                        | Villeret Old Churchyard - Carré militaire britannique dans le cimetière communal - 16 tombes                                            |              |
| Villers-Cotterêts               | Le rond de la Reine : Monument « Passant arrête-toi » à la mémoire du soldat britannique George Edward Cecil                            |              |
| Villers-Cotterêts               | Cimetière militaire britannique Guard's Grave Villers-Cotterets Forest                                                                  |              |

### Cimetière militaire danois
| Commune | cimetières et monuments commémoratifs | illustration |
| ------- | ------------------------------------- | ------------ |
| Braine  | Cimetière militaire danois de Braine  |              |

### Cimetières militaires[1]et monuments français
| Commune                  | cimetières et monuments commémoratifs | illustration |
| ------------------------ | --- | ------------ |
| Ambleny                  | Nécropole nationale du Bois-Roger |              |
| Barisis-aux-Bois         | Monument-ossuaire du 215e régiment d'infanterie |              |
| Bellenglise              | Carré militaire français de Bellenglise |              |
| Berry-au-Bac             | Monument des chars d'assaut |              |
| Berry-au-Bac             | Nécropole nationale de Berry-au-Bac |              |
| Bouconville-Vauclair     | Ferme d'Hurtebise : monument des Marie-Louise et des Bleuets |              |
| Bouconville-Vauclair     | Ferme d'Hurtebise : plaque à la mémoire du 4e régiment de zouaves |              |
| Braine                   | Nécropole nationale de Braine |              |
| Cerny-en-Laonnois        | Mémorial du Chemin des Dames |              |
| Cerny-en-Laonnois        | Nécropole nationale de Cerny-en-Laonnois |              |
| Champs                   | Nécropole nationale de Champs |              |
| Château-Thierry          | Nécropole nationale des Chesneaux |              |
| Chauny                   | Nécropole nationale de Chauny |              |
| Chavignon                | Fort de la Malmaison |              |
| Craonnelle               | Nécropole nationale de Craonnelle |              |
| Craonnelle               | Monument des Basques Inscrit MH (2003) |              |
| Crécy-au-Mont            | Nécropole nationale de Crécy-au-Mont |              |
| Crouy                    | Nécropole nationale de Crouy |              |
| Effry                    | Nécropole nationale d'Effry |              |
| Fontaine-Uterte          | Carré militaire français du cimetière. |              |
| La Flamengrie            | Monument de la Pierre d'Haudroy Inscrit MH (1997) |              |
| Guise                    | Monument à la mémoire de la Ve Armée française |              |
| Guise                    | Nécropole nationale de Flavigny-le-Petit |              |
| Laffaux                  | Moulin de Laffaux : - Monument des crapouillots - Monument des fusiliers marins - Monument des sténographes - Monument du 4e régiment de cuirassiers - Monument au 9e régiment de cuirassiers à pied - Monument au général Estienne - Monument au sergent pilote Georges Damez - Monument à Maurice Thiriez - Monument à Frédéric Taillefert - Monument à Henri Dupouy - Monument à la mémoire de Serge Real del Sarte |              |
| Laon                     | monument aux morts de la Grande Guerre |              |
| Lemé                     | Nécropole nationale du Sourd Inscrit MH (2016) |              |
| Loupeigne                | Nécropole nationale de Loupeigne |              |
| Ly-Fontaine              | Monument-ossuaire |              |
| Neuilly-Saint-Front      | Nécropole nationale de Neuilly-Saint-Front |              |
| Œuilly                   | Nécropole nationale d'Œuilly |              |
| Origny-Sainte-Benoite    | Nécropole nationale d'Origny-Sainte-Benoite (ossuaire) |              |
| Oulches-la-Vallée-Foulon | Caverne du Dragon Inscrit MH (2006) |              |
| Oulches-la-Vallée-Foulon | Stèle aux morts de la 134e division d'infanterie |              |
| Oulches-la-Vallée-Foulon | Stèle « A la gloire du 4e régiment de zouaves » |              |
| Oulches-la-Vallée-Foulon | Stèle « Aux morts de la 164e division » |              |
| Oulches-la-Vallée-Foulon | Stèle « A la mémoire des combattants du 41e B.C.P. » |              |
| Oulches-la-Vallée-Foulon | Constellation de la douleur |              |
| Oulches-la-Vallée-Foulon | Ils n’ont pas choisi leur sépulture |              |
| Oulchy-le-Château        | Monument national de la seconde bataille de la Marne Classé MH (1934) |              |
| Pontavert                | Nécropole nationale de Pontavert |              |
| Puiseux-en-Retz          | La Tour Réaumont : Monument au général Mangin |              |
| Puiseux-en-Retz          | Tour d'observation du général Mangin |              |
| Saint-Christophe-à-Berry | Carrière de Berry Classé MH (19) |              |
| Saint-Quentin            | Nécropole nationale de Saint-Quentin |              |
| Sancy-les-Cheminots      | Jardin du Souvenir |              |
| Soissons                 | Mur extérieur de l'ancienne abbaye Saint-Léger, plaque à la mémoire du général Mangin |              |
| Soupir                   | Nécropole nationale de Soupir |              |
| Vailly-sur-Aisne         | Nécropole nationale de Vailly-sur-Aisne |              |
| Vauxaillon               | Nécropole nationale |              |
| Vauxbuin                 | Nécropole nationale de Vauxbuin |              |
| Vermand                  | Carré militaire français 14-18 dans le cimetière communal |              |
| Vic-sur-Aisne            | Nécropole nationale de Vic-sur-Aisne |              |
| Villers-Cotterêts        | Nécropole nationale de Villers-Cotterêts |              |
| Vingré                   | Monument aux six fusillés de Vingré |              |

### Cimetière militaire italien
| Commune | cimetières et monuments commémoratifs | illustration |
| ------- | ------------------------------------- | ------------ |
| Soupir  | Cimetière militaire italien de Soupir |              |

## Seconde Guerre mondiale
| Commune                 | cimetières et monuments commémoratifs                                                                   | illustration |
| ----------------------- | --- | ------------ |
| Barisis-aux-Bois        | Monument aux F.F.I.                                                                                     |              |
| Bouconville-Vauclair    | Ferme d'Hurtebise : plaque à la mémoire du combat du 20 mai 1940                                        |              |
| Bichancourt             | Monument " La résistance en mémoire d'Ernest Pvuvost"                                                   |              |
| Bucy-le-Long            | Plaque hommage à l'équipage du Potez 63/11 no 430                                                       |              |
| Champs                  | Mémorial aux ouvriers de la sucrerie victimes de la barbarie nazie, situé près du hameau des Michettes. |              |
| Chauny                  | Monument à la Résistance                                                                                |              |
| Condé-sur-Aisne         | Mémorial des 7 aviateurs anglais et canadiens du bombardier Lancaster abattu le 23 avril 1944.          |              |
| Cugny                   | Mémorial aux 7 aviateurs britanniques d'un Halifax abattu le 9 août 1944.                               |              |
| Étreux                  | Hameau du Gard : monument « Aux victimes du 2 septembre 1944 ».                                         |              |
| Fresnoy-le-Grand        | Mémorial des 7 fusillés de juin 1944 dans le cimetière communal.                                        |              |
| Laffaux                 | Moulin de Laffaux : Monument 1940 Moulin de Laffaux                                                     |              |
| Leuilly-sous-Coucy      | Monument « Aux morts de la 7e division d’infanterie tombés pour la Patrie en 1940 »                     |              |
| Ly-Fontaine             | Stèle en hommage aux aviateurs alliés tombés le 18 avril 1944                                           |              |
| Montcornet              | Monument commémoratif de la bataille de Montcornet (17 mai 1940)                                        |              |
| Moÿ-de-l'Aisne          | Hommage aux combattants du char " le Glorieux" 17 mai 1940.                                             |              |
| Neufchâtel-sur-Aisne    | Monument à la mémoire du Groupe de Résistance de Neufchâtel-sur-Aisne                                   |              |
| Pinon                   | Stèle aux morts du 130e régiment d’infanterie (1er-7 juin 1940)                                         |              |
| Pinon                   | Monument aux 7e et 47e bataillons de chasseurs alpins.                                                  |              |
| Plomion                 | Monument aux Quatorze Fusillés du 31 août 1944                                                          |              |
| Saint-Quentin           | Nécropole nationale de Saint-Quentin                                                                    |              |
| Saint-Quentin           | Monument au Maréchal Leclerc                                                                            |              |
| Saint-Quentin           | Monument au Maréchal de Lattre de Tassigny                                                              |              |
| Saint-Quentin           | Monument aux martyrs du soulèvement du ghetto de Varsovie                                               |              |
| Tavaux-et-Pontséricourt | Monument aux fusillés du 30 août 1944                                                                   |              |
| Tergnier                | Stèle aux défenseur de Tergnier mai-juin 1940                                                           |              |
| Tergnier                | Stèle du 70e anniversaire de la Bataille de Tergnier (5 juin 1940)                                      |              |
| Tergnier                | Monument à la Résistance et à la déportation                                                            |              |
| Vadencourt              | Bohéries : stèle aux F.T.P de la 2e Compagnie morts pour la France                                      |              |
| Vaux-Andigny            | Monument de la Résistance à Andigny-les-Fermes.                                                         |              |
| Vic-sur-Aisne           | Monument de la Résistance                                                                               |              |
| Villers-sur-Fère        | Monument à la mémoire des résistants déportés                                                           |              |

## Guerres coloniales

### Indochine - Algérie-Tunisie-Maroc
| Commune          | cimetières et monuments commémoratifs                                                                                      | illustration |
| ---------------- | --- | ------------ |
| Barisis-aux-Bois | Stèle en hommage aux veuves et orphelins de toutes les guerres et en l'honneur des combattants d'Afrique du Nord 1952-1962 |              |
| Holnon           | Monument en hommage des victimes en A.F.N.                                                                                 |              |
| Saint-Quentin    | Monument aux morts T.O.E. et A.F.N.                                                                                        |              |
| Vermand          | Stèle aux morts soldats morts en Afrique du Nord 1952-1962.                                                                |              |